# Judengasse 2/4 (Nördlingen)

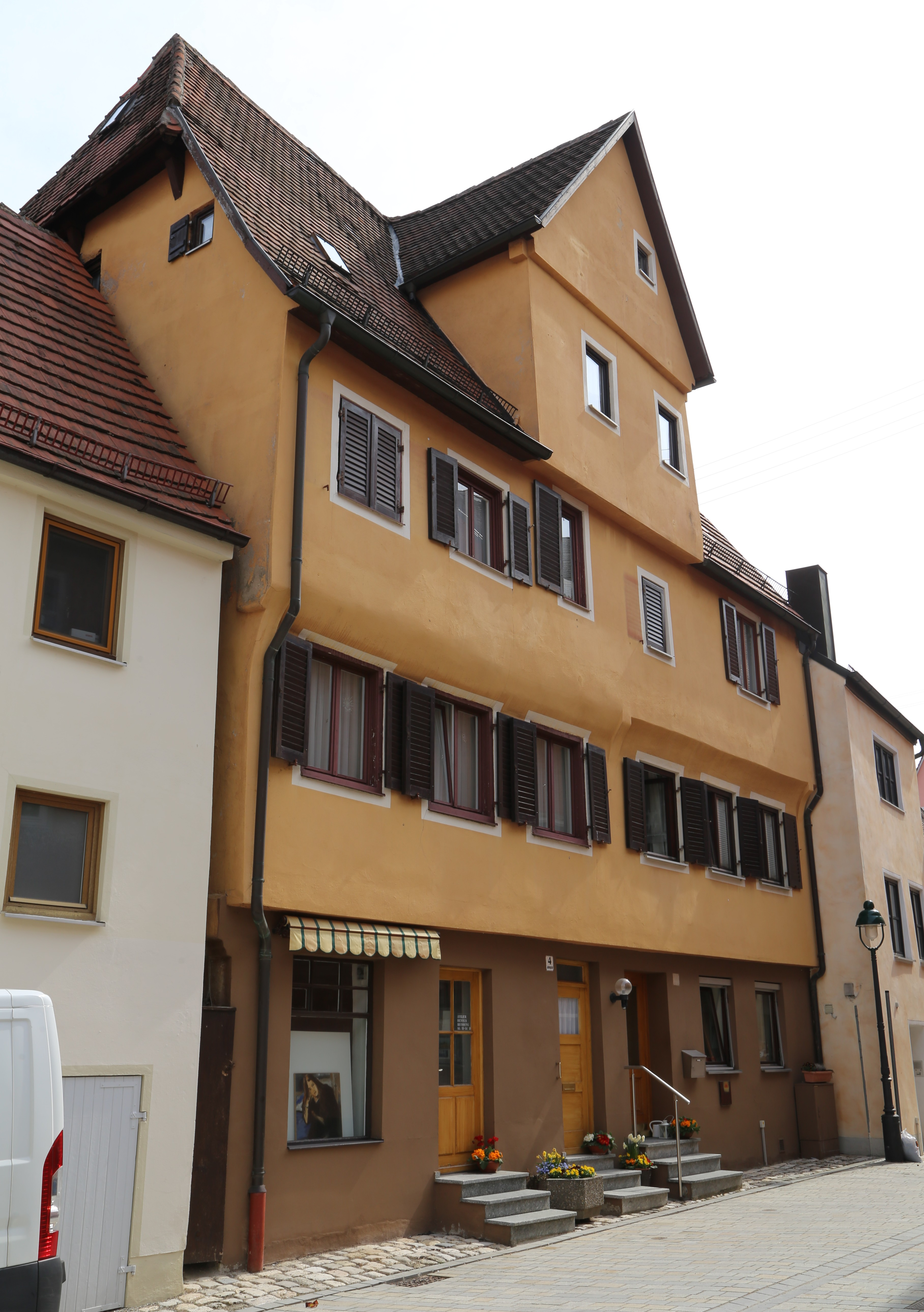
Gebäude Judengasse 2/4 in Nördlingen

Das Gebäude Judengasse 2/4 in Nördlingen, einer Stadt im schwäbischen Landkreis Donau-Ries in Bayern, wurde Anfang des 16. Jahrhunderts errichtet. Das Fachwerkhaus in der Judengasse ist ein geschütztes Baudenkmal.
Das Anwesen war bis 1507, dem Jahr der Vertreibung der jüdischen Einwohner, ein Teil der spätmittelalterlichen Judensiedlung. 
Der traufständige dreigeschossige Satteldachbau mit einseitigem Walm und Zwerchhaus hat ein vorkragendes Obergeschoss, das verputzt ist.